# Аллентонський бегемот

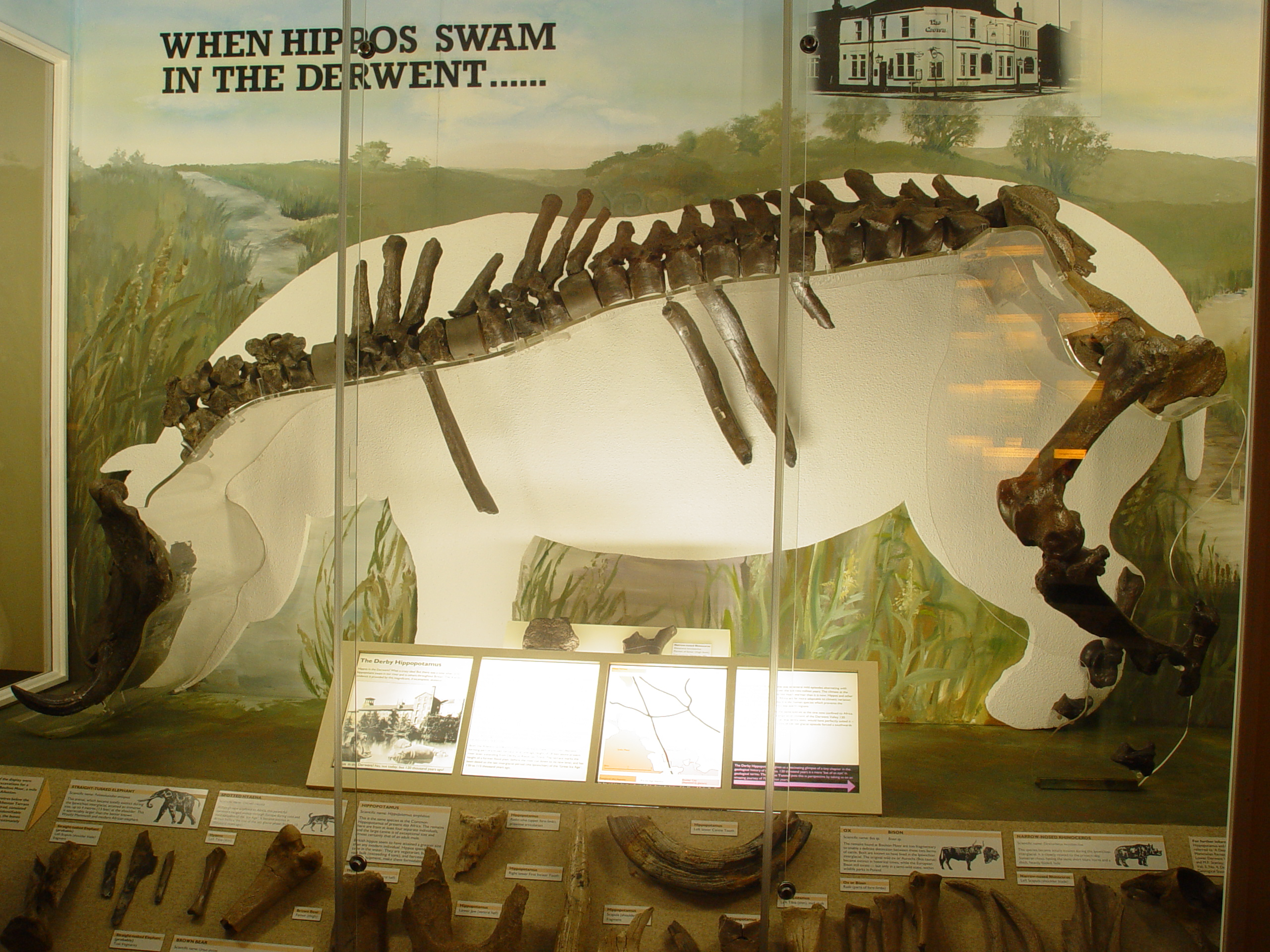
Аллентонський бегемот

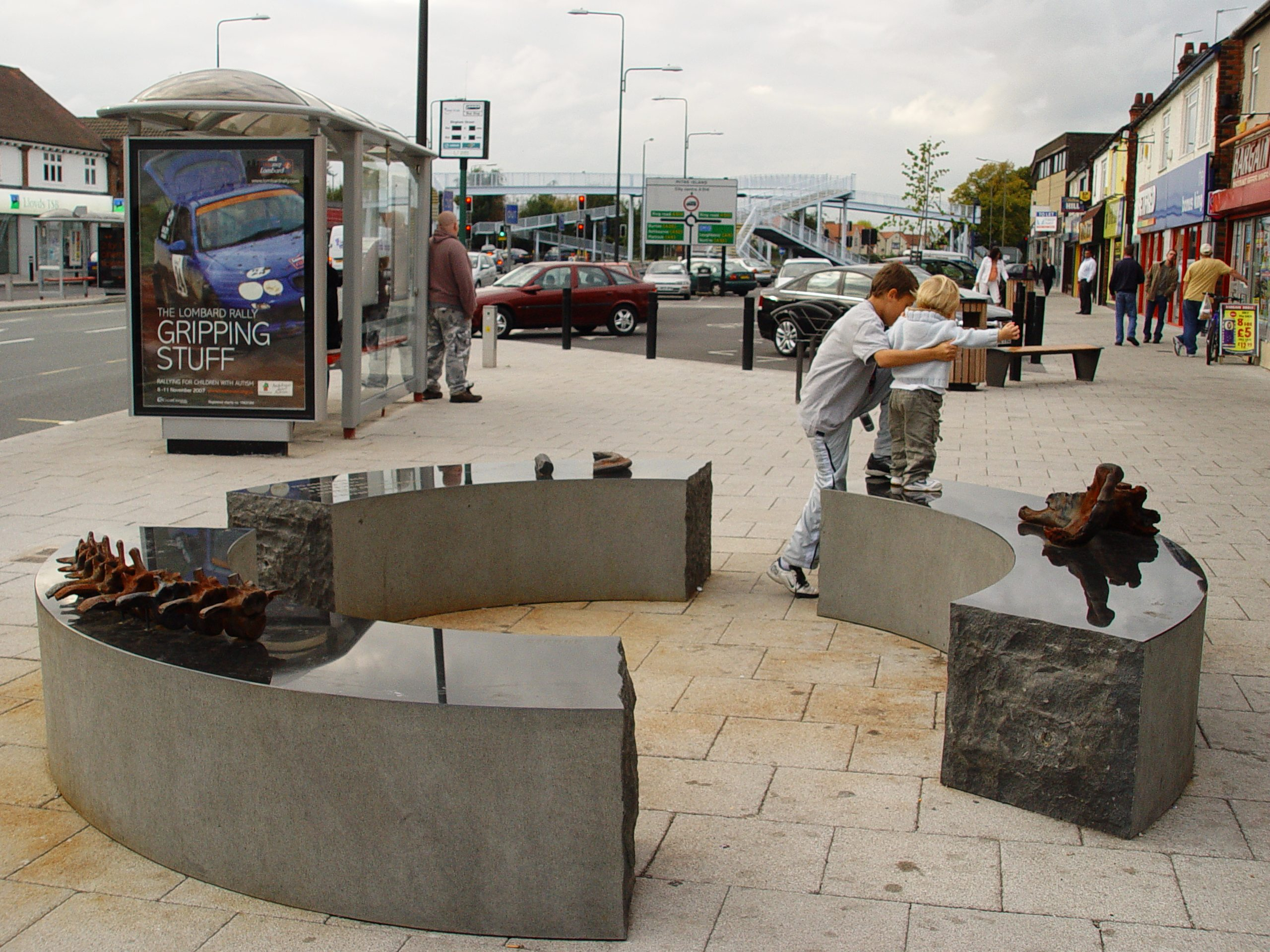
Скульптура в Аллентоне

Аллентонський бегемот (англ. Allenton hippopotamus) — скелет бегемота Hippopotamus amphibius, знайдений в англійському поселенні Аллентон, передмісті Дербі, в 1895 році. Поруч з місцем виявлення скелета встановлена скульптура, сам триметровий (у довжину) скелет зберігається в Музеї та художньої галереї Дербі.
Аллентон (Allenton) — село за 5 кілометрів від Дербі. У березні 1895 року при проведенні земляних робіт для спорудження стіни у Crown Inn почувся поганий запах, а слідом були виявлені дивні великі кістки. Було вирішено вкласти кошти в подальші дослідження і поділитися цією знахідкою з громадськістю. Розкопки тривали на площі 4,5 м². Дно розкопок покрилося водою, що проступила на глибині 1,8 м, через що довелося задіяти насоси. За роботою спостерігали Бемроуз (H.H. Bemrose) і Дірлі (R.M. Deeley), який пізніше написав звіт про розкопки. Кістки були передані в Музей Дербі, на той момент вже 16 років як відкритий.
Всього було знайдено 127 кісток, більшість з них належала гіпопотаму, але деякі — носорогу і слону. Арнольд Бемроуз (Arnold Bemrose) припустив, що дані кістки є доказом існування колись великого мосту між Британією і Європою, таке припущення виглядало найочевиднішим поясненням знаходження таких кісток. Зараз вважається, що кістки доводять, що 120 000 років тому, в міжльодовиковий період, клімат був тепліший, і середня річна температура в тих місцях перевищувала 18 градусів за Цельсієм, а взимку не було яскраво виражених періодів заморозків. Всі ці кістки були знайдені на так званій Allenton Terrace — покладі річкового гравію, який місцями перевищує сучасний рівень річки Дервент на 6 метрів.

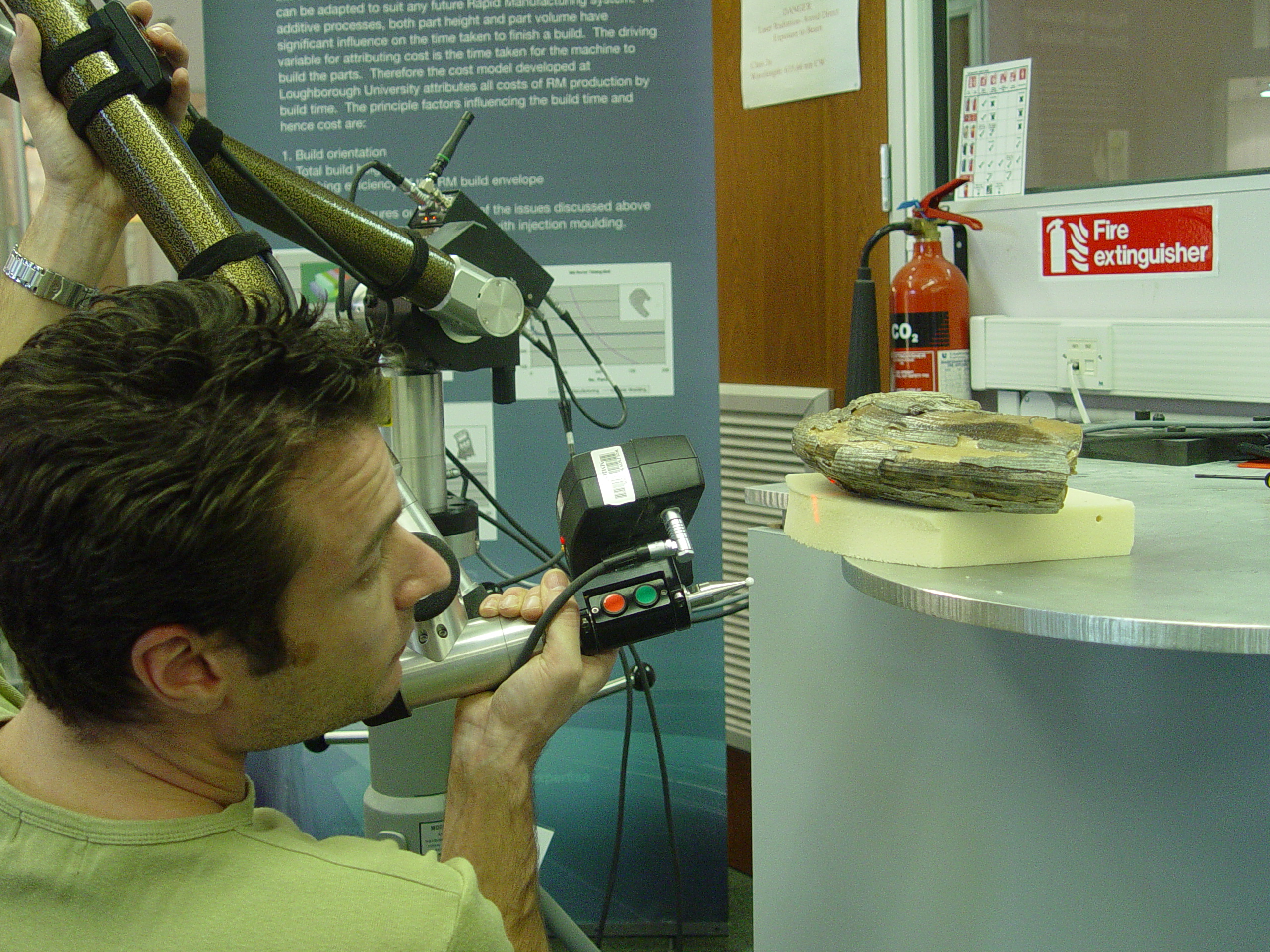
Лазерне сканування кісток Аллентонського гіпопотама

У липні 1973 року робітники знайшли в тих місцях і інші кістки, частина з яких теж виставлена в Музеї та художньої галереї Дербі — ведмедя, оленя, бика, гіпопотама, носорога і слона. Більшість знахідок — це 1-2 кістки, найбільшою з них виявився великий зуб гіпопотама.
У 2006 року для фіксації в скульптурі історії регіону в Аллентон був запрошений Майкл Дан Арчер (Michael Dan Archer). Він використовував лазерне сканування кісток в музеї Дербі для подальшого їхнього відтворення. Скульптура являє собою три секції розірваного круга достатнього розміру, щоб сидіти на них; на їхній полірованій поверхні розміщені чавунні копії кісток бегемота.